# Scaroidana blockeri
Scaroidana blockeri är en insektsart som beskrevs av Delong 1982. Scaroidana blockeri ingår i släktet Scaroidana och familjen dvärgstritar. Inga underarter finns listade i Catalogue of Life.